# Lanza LTR-25
Radar Lanza LTR-25 (Long Tactical Radar) est un radar aéronautique mobile tactique militaire fabriqué par Indra Sistemas en Espagne.

## Description
Ce radar tactique mobile des Forces aériennes espagnoles fonctionne en bande L. Il est utilisé pour améliorer le tableau de la situation aérienne (TSA) et pour appuyer le contrôle de la circulation aérienne (CCA) et la surveillance de l'espace aérien des Forces aériennes espagnoles, notamment comme piquet radar.
Ils sont aérotransportables dans un avion de transport militaire de type C-130 ou Airbus A400M.
Ces radars détectent également les avions de chasse de cinquième génération furtifs en tant que radar de contre-furtivité. Le montage ou le démontage s'effectue en 2 heures.

## Historique
Le programme est lancé en 2012 par le gouvernement espagnol. En 2022, le radar est déployé en Roumanie dans le cadre de la surveillance du flanc sud-est de l'OTAN dans le contexte de la guerre russo-ukrainienne.

## Utilisateurs
- Espagne Ce radar mobile complète le réseau de radars fixes de type radar Lanza. Il est monté sur un véhicule porteur Mercedes Actros.
- Royaume-Uni[2] comme radar d'alerte précoce

## Radars semblables
- TAFLIR